# Jaromír Moučka (architekt)
Jaromír Moučka (uváděn chybně také jako Jaroslav Moučka, 23. srpna 1897, Moravské Budějovice – 16. srpna 1961) byl český architekt. Byl autorem někdejšího Léčebného domu dr. Storcha v Beskydském rehabilitačním centru v Čeladné.

## Biografie
Jaromír Moučka se narodil v roce 1897 v Moravských Budějovicích (někdy se uvádí i Jaroměřice nad Rokytnou), jeho otcem byl pedagog, ředitel školy a publicista Josef Moučka, jeho otec se přátelil s Leošem Janáčkem, Otokarem Březinou a Petrem Bezručem a to v mládi ovlivnilo i Jaromíra Moučku.
Vystudoval vojenskou reálku a během první světové války bojoval na ruské a italské frontě, po návratu v roce 1918 nastoupil na České vysoké učení technické, kde studoval architekturu. Absolvoval v roce 1923 a následně nastoupil na Stavební úřad v Brně, kde pracoval do roku 1925. Následně se odstěhoval do Ostravy, kde začal pracovat na magistrátě ve stavebním odboru, tam se věnoval primárně konstrukci veřejných staveb, jako je například koupaliště v Hulvákách, Dělnická záložna na Nádražní ulici v Ostravě nebo rekonstrukci Komenského parku. Na magistrátě pracoval do roku 1929 a následně odešel do stavebního oddělení Vítkovických kamenouhelných dolů, kde působil jako soudní znalec likvidace důlních škod.
V roce 1938 se stal přednostou oddělení. Ve vítkovických dolech pracoval až do roku 1946, kdy odešel na stavební oddělení Ostravsko-karvinských dolů. V roce 1947 vyprojektoval novou ozdravovnu pro báňské pracovníky, někdejší Léčebný dům dr. Storcha.
Po roce 1948 odmítl vstoupit do KSČ a byl perzekvován a následně mezi lety 1948 a 1950 pracoval v Návrhové kanceláři důlních staveb. V roce 1951 nastoupil na pozici hlavního inženýra společnosti Báňské projekty, tam pracoval až do odchodu do důchodu v roce 1955. Těsně před odchodem do důchodu nastoupil na pozici vedoucího katedry výstavby dolů Vysoké školy báňské v Ostravě, tam byl jmenován profesorem a věnoval se i návrhu areálu vysoké školy v Ostravě-Porubě.

## Osobní život
V roce 1924 si vzal Vlastu roz. Píšovou, měli spolu dva syny Milana a Jana.